# Marquês de Soidos
Marquês de Soidos, cuja grafia castelhana é Marqués de los Soidos ou Soydos, é um título de nobreza criado, com Grandeza de Espanha de 1.ª Classe, a 1 de Novembro de 1785 pelo rei Carlos III de Espanha, a favor de D. Jerónimo António Pereira Coutinho Pacheco de Vilhena e Brito, 7.º Senhor do Morgado de Soidos, etc., com o título prévio, logo extinto, de Visconde de Santo António, cuja grafia castelhana é Visconde de San Antonio.
Encontra-se com muita frequência a grafia de Soydos dada à designação deste título, o que não tem justificação, pois se refere à mencionada Quinta de Soidos (ou de Soudes, numa variante fonética local). Esta própria variante fonética mostra que nunca houve razão para escrever Soydos ou Soídos. Em Espanha a designação do título é "de los Soidos".
Da circunstância de estes Senhores serem ao mesmo tempo Viscondes de San Antonio, em Espanha, e Senhores do Reguengo do Cartaxo, nasceu a falsa noção que se encontra repetidas vezes impressa, de ter havido um título português de Santo António do Cartaxo, o que é inexato.

## Origens
A família é descendente, por legítima varonia, de António Fernandes Calção, cardador, e de sua mulher Francisca Dias de Miranda, forneira, nascidos em Mafra, Mafra, no início do século XVII, de acordo com as investigações de Augusto Ferreira do Amaral, 3.º Barão de Oliveira Lima (descendente por via materna do 5º marquês de Soidos), as quais vieram desmentir as pretensões familiares, entre outras, de terem varonia da Fonseca Coutinho.
O primeiro marquês de Soydos fazia parte da família dos Pachecos de Sousa, da casa dos Senhores de Ferreira de Aves.
O marquês descendia dum fidalgo espanhol, D. Martim Anzuros, que pertencia à ilustre Casa dos Marqueses de Astorga, sendo também parente de D. Fernão d'Anzuros, Mestre da Ordem de Santiago.
O bisneto de D. Martim - Osório Dias, Senhor da Figueiró, Granja, Santa Eufémia, Arco, Videira e Penaforte - casou com Brites da Fonseca, filha de Afonso Vaz da Fonseca Coutinho, alcaide-mor de Marialva, Moreira e Sabugal, sendo este último neto do senhor do Couto de Leomil, que pelo seu título senhorial era denominado de Couto, passando a ser posteriormente conhecido pelo Coutinho (donde proveio o apelido da família) devido às suas reduzidas dimensões. Um dos seus descendentes, Jerónimo Pereira de Azevedo, casou com a sua prima e herdeira do morgado de Soidos, Clara Teresa da Fonseca de Vilhena e Brito Coutinho.
Do casamento de Jerónimo e Clara Teresa foi filho e herdeiro o senhor António Luís de Vilhena e Brito Pereira Coutinho, Oficial da Armada Real, que casou em Lisboa em 1712 com Apolónia Maria  Pacheco de Sousa, Dama da Casa da Rainha D. Mariana Vitória, irmã de Teresa Pacheco de Sousa e tia de Josefa da Gama Sottomayor e Francisca da Gama Sottomayor, todas elas Damas ao serviço da Infanta portuguesa e Rainha de Espanha D. Maria Bárbara de Bragança.

## Espanha
D. Jerónimo Pereira Coutinho Pacheco de Vilhena e Brito, Senhor dos Reguengos do Cartaxo e do Vale da Pinta, herdeiro da casa de seus maiores, Fidalgo Cavaleiro da Casa Real Portuguesa, partiu para a corte de Espanha à procura de fortuna, na sombra de sua tia e primas. Foi muito bem sucedido em terra espanholas, foi feito Mordomo-mor e Gentil-homem da Câmara, com entrada nos quartos de Sua Majestade, ingressou no Conselho de Estado do Rei Carlos III e foi Presidente do Tribunal de Contas de Madrid.
Em atenção aos seus serviços, aos do seu primo-irmão Francisco Xavier Pacheco de Vilhena Coutinho de Almeida e Silva, Cavaleiro Professo da Ordem Soberana de Malta, Governador de Alicante e das Armas da Galiza, Marechal de Campo, entre outros - ao seu irmão D. João que também serviu em Espanha, ao da família do Morgado de Soidos prestados à Coroa de Portugal no Brasil durante a Dinastia Filipina e ao alto prestígio das três Damas portuguesas ao serviço de Espanha, que o Rei Carlos III, criou por Real Decreto no dia 1 de Novembro de 1785 o título de Marquês de los Soidos, de juro e herdade, com Honras e Tratamento de Parente. Na mesma data elevou o dito Marquês à Grandeza de Espanha de 1.ª Classe e teve o título prévio, logo extinto, de Visconde de San Antonio, ao qual erradamente por vezes se chama de Santo António do Cartaxo por aí serem Senhores do Reguengo. Um viscondado prévio não pode considerar-se um título nobiliário, já que nunca foi considerado como tal. A sua concessão foi um puro trâmite administrativo que se extinguiu ao outurgar-se o título de Marquês de los Soidos. Para que um titular pudesse ser feito conde ou marquês em Espanha, exigia-se que fosse, primeiro, visconde, pelo que se lhes era concedido tal título transitoriamente antes de receberem o título intendido.
A sua irmã D. Maria Inácia Clara Rosa de Vilhena Coutinho, casou (Lisboa, 29 de Março de 1746) com Rodrigo António da Costa Pereira de Gouvêa (16 de Julho de 1722 - 16 de Dezembro de 1804), Fidalgo da Casa Real e Cavaleiro Professo da Ordem de Cristo, 5.° Morgado da Roda ( Ponte da Barca), 3.° de S.José e Senhor da Casa do Terreiro em Arcos de Valdevez, com geração no Barão de São Martinho de Dume.

## Marqueses de Soidos
1. D. Jerónimo António Pereira Coutinho Pacheco de Vilhena e Brito (1713–1787), 1.º Visconde de Santo António, 1.º Marquês de los Soidos.
2. D. António Luís José Francisco Xavier Pereira Coutinho Pacheco de Vilhena e Brito de Mendonça Botelho (1749–1799), 2.º Marquês de los Soidos.
3. D. Jerónimo António Pereira Coutinho Pato Pacheco de Vilhena e Mendonça (1776-1814), 3.º Marquês de los Soidos.
4. D. António Xavier Pereira Coutinho Pacheco de Vilhena e Brito de Mendonça Botelho Pato Nogueira de Novais Pimentel (1780–1852), 4.º Marquês de los Soidos.
5. D. António Luís Pereira Coutinho Pacheco de Vilhena e Brito de Mendonça Borges Botelho Pato Nogueira de Novais Pimentel (1818-1908), 5.º Marquês de los Soidos.

## Marqueses de Pereira Coutinho
Título concedido pelo Rei Juan Carlos de Espanha a Vasco Manuel de Quevedo Pereira Coutinho, descendente directo da casa de Soidos, no dia 7 de Abril de 2011.
1. D. Vasco Manuel de Quevedo Pereira Coutinho (1952), 1.º Marquês de Pereira Coutinho.